# Wuyun, Guangdong
Wuyun är en köping i sydöstra Kina. Den ligger i Jiexi härad i staden Jieyang i provinsen Guangdong, omkring 260 kilometer öster om provinshuvudstaden Guangzhou. Antalet invånare är 47 669. Befolkningen består av 24 044 kvinnor och 23 625 män. Barn under 15 år utgör 24,0 %, vuxna 15-64 år 66 %, och äldre över 65 år 8,0 %.